# The Dubliners with Luke Kelly
The Dubliners with Luke Kelly, zunächst nur als The Dubliners veröffentlicht, ist das Debütalbum der Irish-Folk-Band The Dubliners. Es erschien 1964 auf dem britischen Independent-Label Transatlantic Records.

## Entstehungsgeschichte
The Dubliners gründeten sich 1962 in Dublin, Irland. Die Band machte sich schnell einen Namen in der irischen Irish-Folk-Szene. Bei einem Auftritt 1963 auf dem Edinburgh Festival lernten sie Nat Joseph, den Produzenten und Labelchef von Transatlantic Records kennen. Zusammen mit ihm nahm die Band, die zu dieser Zeit aus Ronnie Drew (Gesang/Gitarre), Luke Kelly (Gesang / Banjo), Barney McKenna (Banjo) und Ciarán Bourke (Gesang/Tin Whistle) bestand, ihr Debütalbum auf. Um den Livesound der Gruppe einzufangen, ging Toningenieur Bill Leader einen eher unkonventionellen Weg: er lud Publikum in die Livingston Studios ein, um die Atmosphäre eines Liveauftritts aufzufangen.
Als das Album schließlich 1964 veröffentlicht wurde, war Luke Kelly bereits ausgestiegen. Das Album erhielt deshalb den Backprint The Dubliners with Luke Kelly, der später auch offizieller Titel des Albums wurde.

## Titelliste
Alle Lieder sind traditionelle Folkstücke, die von The Dubliners umarrangiert wurden.

### A-Seite
1. The Wild Rover – 3:12
2. The Ragman’s Ball – 2:08
3. Preab San Ól – 2:14
4. The High Reel – 2:58
5. The Holy Ground – 2:15
6. Tramps and Hawkers – 3:06
7. Home Boys Home – 3:17

### B-Seite
1. Rocky Road to Dublin – 2:33
2. Banks of the Roses – 2:14
3. I’ll Tell My Ma – 2:06
4. Swallow’s Tail – 2:49
5. Love Is Pleasing – 2:14
6. Jar of Porter – 1:47
7. The Nightingale – 3:34

### Special Edition
Castle Music veröffentlichte 2003 ein CD-Reissue, das die Extended Play Dubliners in Person von 1965 sowie sechs bis dato unveröffentlichte Lieder enthielt.
1. Rare Old Mountain Dew – 1:30
2. McAlpine’s Fusiliers Behan (Brendan Behan) – 3:14
3. Willie Gannon – 1:39
4. Mrs. McGrath (Arr. Dominic Behan) – 3:06
5. I Wish (Till Apples Grow on an Ivy Tree) – 2:11
6. Roddy McCorley – 2:46
7. Chief O’Neill’s / Cork Hornpipe – 2:55
8. Instrumental – 1:08
9. The Wild Rover – 3:33
10. The Wild Rover – 3:31

### Weitere Versionen
In den USA erschien über MGM Records 1964 eine Version des Albums mit verändertem Coverartwork. Das Album wurde 1972 über Hallmark Records auch als In Session aufgelegt. Bei dieser Version fehlen die Lieder The Ragman’s Ball, I’ll Tell Me Ma und The Nightingale.

## Songinfos
The Swallow Tail Reel ist ein Medley aus The Swallow Tail Reel und The High Reel, die beide aus O’Neills Dance Music of Ireland stammen. The High Reel dagegen besteht aus zwei weiteren Liedern, wobei die Herkunft nicht endgültig geklärt wurde. Teil zwei des Liedes ist The Boyne Hunt, während der erste Teil eventuell The Beauty Spot oder Códháirdeachais ist.

## Erfolg / Bedeutung
Das Debütalbum der Dubliners gilt heute noch als Klassiker des Genres. Durch die Aufnahme vor Publikum entstand eine, laut James Christopher Monger (AllMusic) „jugendlich-enthusiastische und warme, fast intime Aufnahme, die noch heute im Genre ihresgleichen sucht“.